# 北條鐵道
北條鐵道株式會社（日语：／）是一家總部位於兵庫縣加西市北條町的鐵路公司（日本第三部門鐵道）。該公司設有北條線，該路線是由舊日本國有鐵道（國鐵）特定地方交通線接手營運的鐵路線。公司由加西市、兵庫縣等出資成立。

## 歷史
- 1984年（昭和59年）10月18日 - 公司成立[4]。
- 1985年（昭和60年）4月1日 - 由日本國有鐵道（國鐵）北條線接手，北條線開業[4]。
- 1986年（昭和61年）4月 - 開始使用列車無線（日语：列車無線）[5]。
- 1989年（平成元年）12月 - 開設聖誕列車。
- 1999年（平成11年）7月 - 開設獨角仙列車。
- 2000年（平成12年）1月 - FuRaWa2000-1型開始服役。
- 2001年（平成13年）9月 - FuRaWa2000-2型開始服役。
- 2006年（平成18年）6月 - 志願者站長誕生。
- 2006年（平成18年）10月 - 開展北條鐵道節。
- 2010年（平成22年）10月16日 - 全國首次使用廢油燃料的旅客車輛[4]。小猴子站長誕生[6]（在2016年起小猴子站長暫停當值[7]）。
- 2019年（令和元年）8月2日 - 國土交通省引入全國首個保安系統（票券指令閉塞式）[8]。
- 2020年（令和2年）9月1日 - 法華口站加設列車交會設施[9]。引入票券指令閉塞式[10]。

## 路線
| 中文線名 | 日文線名 | 起點 | 終點   | 距離（公里） |
| -------- | -------- | ---- | ------ | ------------ |
| 北條線   |          | 粟生 | 北條町 | 13.6         |

粟生站月台中連接加古川線西脇市方向的月台之間之渡線已經撤走，因此再沒有列車從其他路線直通至北條線。在2020年4月尾，法華口站增設列車交會設備。在北條町站設有公司總部、車廠和留置線。
在北條線中不可使用ICOCA、PiTaPa等IC卡。

## 車輛
所有列車均為柴油列車。型號中的「FuRaWa」取自加西市內的兵庫縣立花朵中心（日语：兵庫県立フラワーセンター），該中心距離北條線較遠。各車輛型號的編號中均取自首架車輛的建造年份。

### 現有車輛
FuRaWa2000形
用作取代FuRaWa1985形的柴油列車。列車為LE-DC型號。共有FuRaWa2000-1、2、3號共3架。3號是由2008年4月廢止之三木鐵道購入的MiKi300-104。列車設有2個波段，直結1段。1、2號的最高速度為每小時80公里、3號的最高速度為每小時95公里。3號從三木鐵道購入當時，還是使用原本塗裝，於2012年3月20日起使用新塗裝。

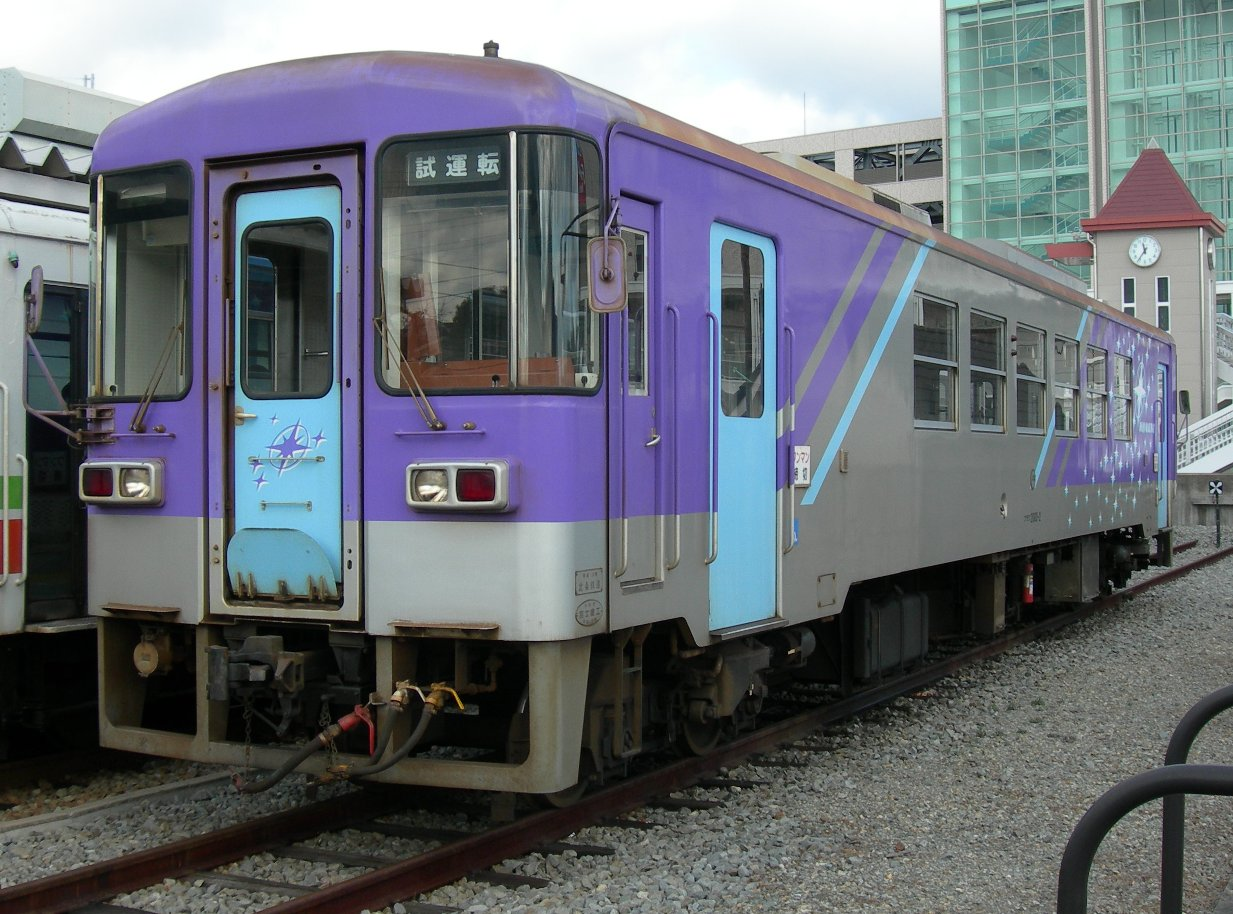
FuRaWa2000-2（北條町站）

### 預計引入的車輛
KiHa40形
為了解決增加了列車交會後，後備車輛不足的問題，導入原屬於JR東日本秋田綜合車輛中心南秋田中心，於2021年3月12日自五能線引退的KiHa40系統。並於2022年上半年開始運行。

### 廢止車輛
FuRaWa1985形
在路線開業引入3輛（FuRaWa1985-1 - 3）。原型為LE-CarII的兩軸車類型。變速箱中設有1個波段，直結1段。座位為相向式。後來在FuRaWa2000形替代後，此型號的列車於2009年退役（當中2輛轉讓給紀州鐵道）。

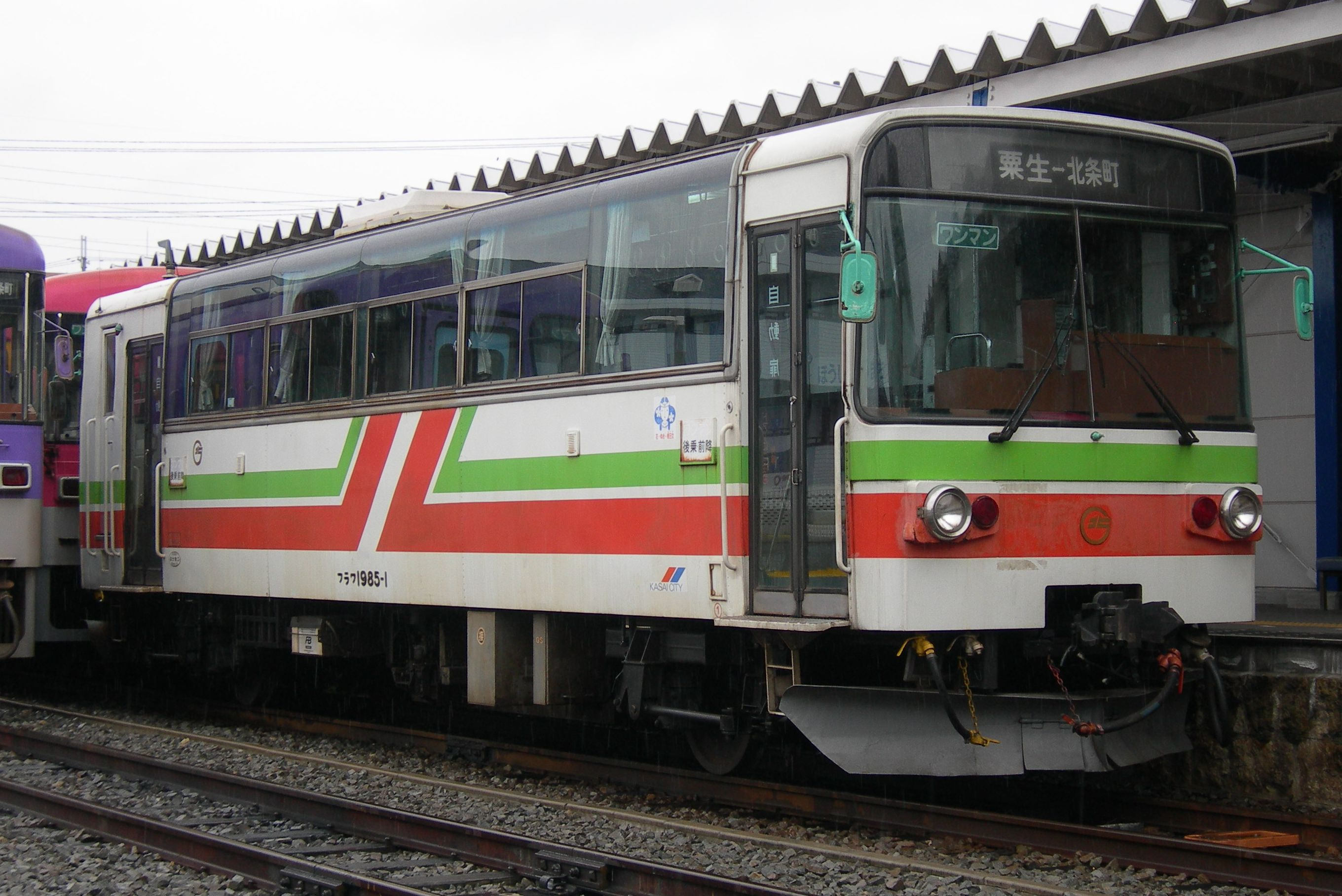
FuRaWa11985-1（北條町站）

## 注腳
1. ↑  《歴史でめぐる鉄道全路線 公営鉄道・私鉄》14號 3頁
2. 1 2 3 4 5 6 7   (PDF). 北条鉄道株式会社.   [2019-07-23]. （原始内容 (PDF)存档于2021-02-07） （日语）.
3. ↑  國土交通省鐵道局監修《鐵道要覧》令和元年度版、電氣車研究會、鐵道圖書刊行會
4. 1 2 3  《歴史でめぐる鉄道全路線 公営鉄道・私鉄》14號 19頁
5. ↑  . 北条鉄道株式会社.   [2022-01-09]. （原始内容存档于2021-06-24） （日语）.
6. ↑  . 北條鐵道. 2010-10-18  [2017-06-20]. （原始内容存档于2013年7月28日） （日语）.
7. ↑  . 北條鐵道. 2016-04-07  [2018-03-04]. （原始内容存档于2021-06-24） （日语）.
8. ↑  . 北條鐵道.   [2020-08-05]. （原始内容存档于2021-01-24） （日语）.
9. ↑  . 北条鉄道株式会社. 2020-09-01  [2022-01-09]. （原始内容存档于2021-06-24） （日语）.
10. ↑  . 產經新聞 (產經新聞社). 2020-08-05  [2021-02-22]. （原始内容存档于2021-05-04） （日语）.
11. ↑  『広報かさい』2020年5月号 No.673 表紙PDF（日語）
12. 1 2  《歴史でめぐる鉄道全路線 公営鉄道・私鉄》14號 33頁
13. ↑  . 北條鐵道. 2012-02-24  [2021-03-01]. （原始内容存档于2012-05-09） （日语）.
14. ↑  . micute(みきゅーと)三木市ご当地アイドル公式ホームページ. 三木商工会議所青年部.   [2021-03-01]. （原始内容存档于2018-10-30） （日语）.
15. ↑  . 読売新聞. 2021-05-31  [2021-05-31]. （原始内容存档于2021-05-31） （日语）.

## 外部連結
- 北條鐵道 （页面存档备份，存于）（日語）
- YouTube上的北條鐵道頻道